# 1908 год в авиации
Список событий в авиации в 1908 году.

## События
- 16 января — основан Императорский Всероссийский аэроклуб.
- 5 мая — первый в России полёт на планёре, Алексей Владимирович Шиуков (Шиукашвили), Тифлис.[1]
- 8 июня — совершил первый полёт первый в Британии самолёт «Avro Roe I Biplane».
- 28 августа — совершил первый полёт российский дирижабль «Учебный».

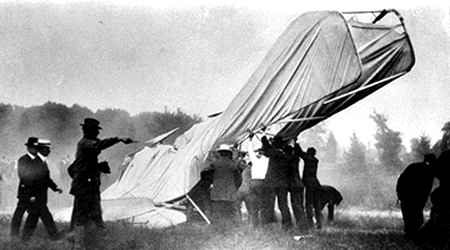
Крушение в Форт Мере

- 17 сентября — произошла первая в мировой истории авиакатастрофа самолёта (пилот О.Райт; база армии США Форт Мер, штат Виргиния), в результате которой погиб пассажир, 26-летний старший лейтенант Томас Селфридж[англ.].

## Персоны

### Родились
- 30 января — Губенко, Антон Алексеевич, советский офицер, в годы Японо-китайской войны — старший лейтенант, 
лётчик-истребитель нанчанской истребительной группы; Герой Советского Союза (22.02.1939), полковник. 
Впервые в истории советской авиации применил воздушный таран.
- 23 марта
  - Архип Михайлович Люлька, советский учёный и конструктор авиационных двигателей, академик АН СССР, 
руководитель ОКБ им. А. М. Люльки.
  - 23 марта — Анатолий Васильевич Ляпидевский, советский лётчик, первый Герой Советского Союза (1934), генерал-майор авиации (1946).
- 2 сентября — Валентин Петрович Глушко, конструктор ракетной техники.